# Cuno Amiet
Cuno Amiet (n. 28 martie 1868, Solothurn, Cantonul Solothurn, Elveția – d. 6 iulie 1961, Oschwand⁠(d), Seeberg⁠(d), Berna, Elveția) a fost un pictor, ilustrator, grafician și sculptor elvețian, cu varii tente expresioniste, membru târziu al mișcării artistice Die Brücke. Fiind primul pictor elvețian care a acordat prioritate culorii în compoziție, a fost un pionier al artei moderne în Elveția.

## Biografie
Amiet s-a născut în Solothurn și a fost fiul cancelarului cantonului Solothurn, Josef Ignaz Amiet (1827–1895). A urmat cursurile Kantonsschule Solothurn, unde a absolvit cu certificat de maturitate în 1883. După studii sub îndrumarea pictorului Frank Buchser⁠(d), a urmat Academia de Arte Frumoase din München în 1886–88, unde s-a împrietenit cu Giovanni Giacometti⁠(d). În 1888–92, Giacometti și Amiet și-au continuat studiile la Paris, unde Amiet a studiat la Académie Julian sub îndrumarea lui Adolphe-William Bouguereau, Tony Robert-Fleury și Gabriel Ferrier.
Nemulțumit de arta academică, Amiet s-a alăturat școlii Pont-Aven în 1892, unde a învățat de la Émile Bernard⁠(d), Paul Sérusier, Roderic O'Conor⁠(d) și Armand Séguin. În Pont-Aven, a ajuns să prefere folosirea culorii pure picturii tonale.  În 1893, lipsa de fonduri a lui Amiet l-a forțat să se întoarcă în Elveția, unde și-a înființat un studio în Hellsau⁠(d). O primă expoziție la Kunsthalle Basel⁠(d) în 1894 a fost în general prost primită. În anii 1890, Amiet a continuat să colaboreze cu Giacometti și a avut un succes comercial modest, până când a fost însărcinat în 1898 să picteze un portret al lui Ferdinand Hodler⁠(d), a cărui operă va exercita mai târziu o mare influență asupra lui Amiet.  Averea sa s-a îmbunătățit foarte mult în anii 1900, când a început să participe la numeroase expoziții și competiții europene, câștigând o medalie de argint la Exposition Universelle pentru lucrarea sa Richesse du soir (1899). 
După căsătoria sa din 1898 cu Anna Luder von Hellsau (d. 1951), Amiet s-a mutat la Oschwand, unde casa sa a devenit un loc de întâlnire pentru artiști și scriitori precum Wilhelm Worringer⁠(d), Adolf Frey⁠(d), Hermann Hesse, Arthur Weese și Samuel Singer și unde a predat unor studenți precum Werner Miller⁠(d), Marta Worringer⁠(d), Hans Morgenthaler, Hanny Bay, Marc Gonthier, Albert Müller⁠(d), Josef Müller, Walter Sautter, Werner Neuhaus⁠(d) și Peter Thalmann. 
La sfârșitul anilor 1920 și în anii 1930, Amiet a executat numeroase picturi murale. Un incendiu din 1931 la Münchner Glaspalast a distrus 50 dintre cele mai importante lucrări ale sale. Amiet a fost membru în Comisia Federală de Artă Elvețiană (1911–15 și 1931–32), membru al consiliului de administrație al Fundației Gottfried Keller (1934–48) și al Kunstmuseum Bern (1935–48). A primit un doctorat onorific de la Universitatea din Berna în 1919.  A murit în 1961 la Oschwand .

## Operă
Amiet a creat peste 4.000 de picturi, dintre care mai mult de 1.000 sunt autoportrete. Amploarea carierei sale de 70 de ani și predilecția lui Amiet pentru experimentare fac ca opera sa să pară disparată la început – o constantă fiind totuși, primatul culorii. Numeroasele sale picturi de peisaj înfățișează multe scene de iarnă, grădini și recolte de fructe. Ferdinand Hodler a rămas un punct de referință constant, deși intențiile artistice ale lui Amiet s-au îndepărtat din ce în ce mai mult de cele ale lui Hodler, pe care Amiet nu l-a putut egala în stăpânirea scării și formei monumentale. 
Deși Amiet a abordat teme ale expresionismului, lucrările sale păstrează un sentiment de armonie a culorilor bazat pe tradiția franceză. El a continuat să urmărească în principal intenții decorative la începutul secolului al XX-lea, dar lucrările sale din anii 1940 și 50 se concentrează pe concepte mai abstracte de spațiu și lumină, caracterizate prin puncte de culoare și o strălucire pastelată. 